# コンパニーア・デ・フィリピナス
コンパニーア・デ・フィリピナス（英語: Compañia de Filipinas）は、1890年竣工のスペインの貨物船。米西戦争中にフィリピンで反乱軍によって軍用船として使用され、フィリピン海軍の起源とも評価される。太平洋戦争時に日本軍に捕獲されて豊栄丸（ほうえいまる）と改名したが、1945年に済州島から朝鮮半島本土へ疎開する民間人らを輸送中に沈没し、280人以上が死亡した。

## コンパニーア・デ・フィリピナス時代
「コンパニーア・デ・フィリピナス」は、イギリスのレンフルーにあるロブニッツ社の造船所で建造され、1890年7月1日に進水、同年に竣工した。船体は鋼鉄製で、動力は三連成レシプロ機関1基、スクリュー1基で推進した。竣工後はスペインのフィリピン・タバコ会社所有の煙草用貨物船として、スペインの植民地だったフィリピンに就航した。
1898年に米西戦争が起きると、同年7月5日、「コンパニーア・デ・フィリピナス」ではフィリピンと同じくスペイン植民地だったキューバの独立主義者の扇動でフィリピン人乗員が反乱を起こし、スペイン人の士官が殺害された。「コンパニーア・デ・フィリピナス」を乗っ取ったフィリピン人乗員は、フィリピン共和国旗を掲げると、マニラ湾に入泊してフィリピン独立派の「海軍」に参加した。これより前の同年5月のマニラ湾海戦でフィリピン駐留のスペイン艦隊は全滅しており、フィリピンの制海権はアメリカ海軍が掌握していたが、スービック湾に浮かぶグランデ島ではスペイン人300人が籠城を続けていた。そこで、「コンパニーア・デ・フィリピナス」はボイラー管を大砲に見せかけて装備し、武装兵を乗船させると、スービック湾に出撃した。しかし、「コンパニーア・デ・フィリピナス」がスービック湾に入ると、居留民保護の目的で展開したドイツ帝国海軍のイレーネ級防護巡洋艦「イレーネ」によって投降勧告を受けたため、退却した。なお、グランデ島のスペイン軍は、事件を知って出動したアメリカ艦隊に降伏した。
米西戦争・米比戦争を生き延びた「コンパニーア・デ・フィリピナス」は、フィリピン・タバコ会社所有の貨物船に復帰した。

## 豊栄丸時代
1941年（昭和16年）に太平洋戦争が勃発後、「コンパニーア・デ・フィリピナス」は日本軍によって鹵獲され、「豊栄丸」と改名して民間船として使用された。復員庁による戦後の調査によれば船主は丸正海運、船舶運営会の代行機関として運航実務を担う運航受託者は三光汽船となっている。1943年（昭和18年）8月23日付で、民間船舶のまま乗員が海軍軍属待遇となる海軍指定船としての指定を受けた。
戦争末期の1945年（昭和20年）に至り、「豊栄丸」は朝鮮の済州島からの民間人避難に使用されることになった。1945年当時、日本軍は本土決戦を意図した決号作戦を計画していた。日本の植民地であった済州島も北九州攻防のための重要拠点として守備隊強化が図られる一方、朝鮮半島守備隊である第17方面軍は朝鮮総督府と協議し、済州島住民23万人のうち老人・女性・子供5万人を朝鮮半島本土に疎開させる方針を決めた。すでに朝鮮半島沿岸でも日本の海上交通は危険な状態にあり、1945年4月14日には済州島の翰林港沖にアメリカ海軍潜水艦「ティランテ」が侵入してモシ02船団の「壽山丸」と護衛の「能美」・第31号海防艦を撃沈、同年5月7日には済州島＝木浦港間の定期旅客船「晃和丸」が空襲で撃沈されて民間人多数が死亡したほか、山辺（1999年）によれば同年5月13日にも済州島の翰林港で空襲と潜水艦の攻撃により護衛艦4隻と輸送船1隻が撃沈される状況だった。それでも、済州島へ軍事輸送を行った帰りの空船を利用して、民間人を疎開させることが計画された。
1945年7月1日、疎開船第1船に選ばれた「豊栄丸」は、軍人・軍属のほか半島本土へ疎開する民間人ら450人と郵便物を搭載して、済州港から木浦を目指して出航した。生存者の少年の回想によれば、7月3日に木浦近くの子安島に仮泊した。この回想によれば護衛艦2隻が随伴しており、アメリカ軍機の空襲を受けたという。7月3日夜に「豊栄丸」は木浦への最終行程に入ったが、入港を目前にした珍島東方北緯34度22分 東経126度25分 / 北緯34.367度 東経126.417度の地点で沈没した。沈没原因は船舶運営会の資料に基づく『日本商船隊戦時遭難史』や駒宮眞七郎の著作によれば機雷との接触であるが、アメリカ海軍公式作戦年誌によれば空襲となっており、敵潜水艦の魚雷が命中したという生存者の回想もある。乗船者のうち、少なくとも輸送人員280人と乗員8人が死亡した。1977年（昭和52年）に『京都新聞』が報じたところによれば、五百数十人の乗船者のうち生存者は約80人だけであったという。「豊栄丸」の沈没により、済州島からの民間人疎開は断念された。